# Cissampelos pareira
Cissampelos pareira är en tvåhjärtbladig växtart som beskrevs av Carl von Linné. Cissampelos pareira ingår i släktet Cissampelos och familjen Menispermaceae.

## Underarter
Arten delas in i följande underarter:
- C. p. hirsuta
- C. p. nephrophylla
- C. p. orbiculata
- C. p. wildei

## Bildgalleri

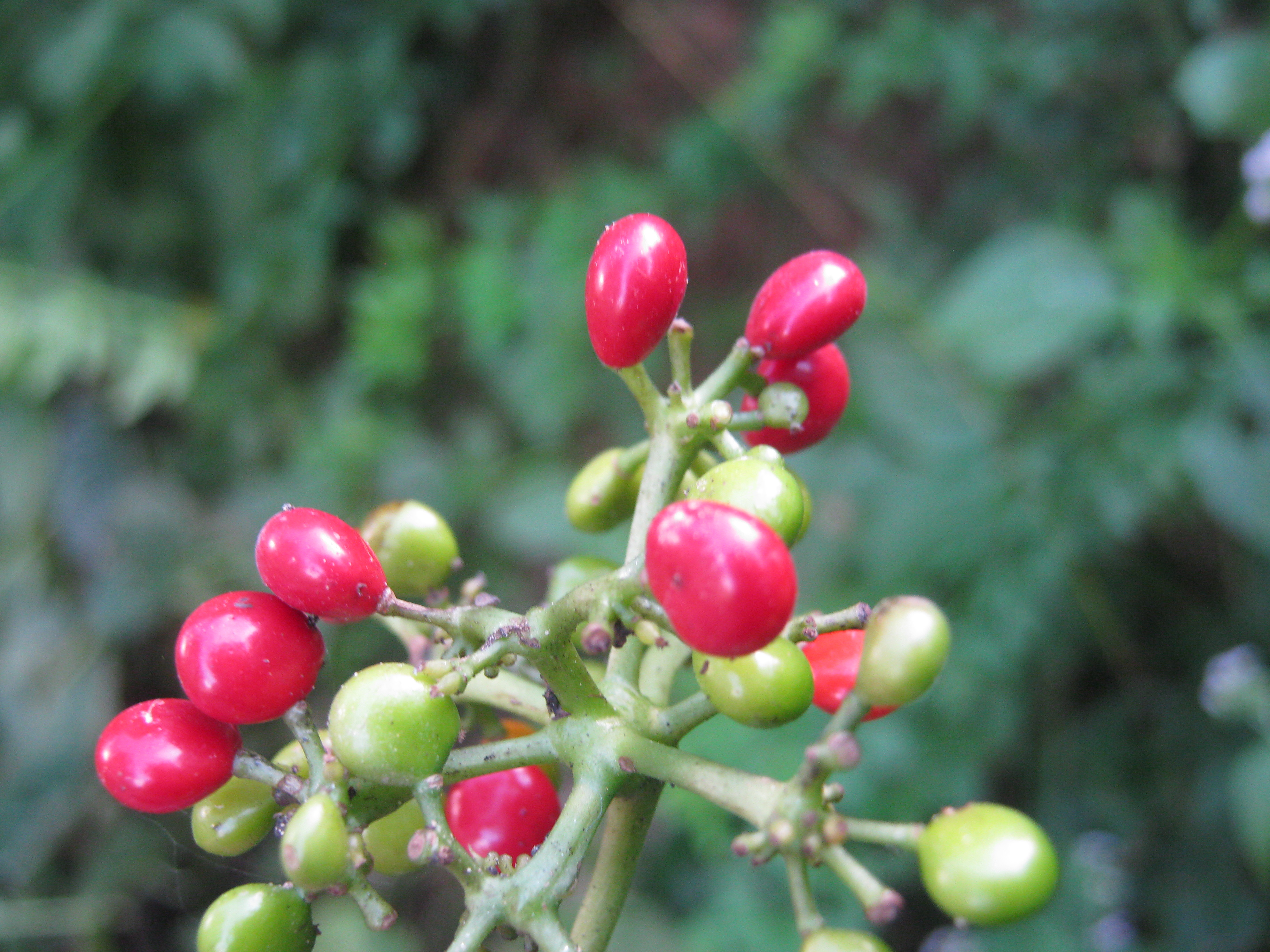